# Wschodniochiński Uniwersytet Pedagogiczny
Wschodniochiński Uniwersytet Pedagogiczny (chiń. 华东师范大学 Huádōng Shīfàn Dàxué, ang. East China Normal University, skrót: ECNU) – publiczny uniwersytet założony w 1951 roku w Szanghaju. Uniwersytet postrzegany jest jako jeden z trzech najlepszych uniwersytetów w Szanghaju, a dwa pozostałe to: Uniwersytet Jiao Tong w Szanghaju i Uniwersytet Fudan.
Wśród absolwentów uczelni jest m.in. Li Yuanchao - wiceprzewodniczący Chińskiej Republiki Ludowej w latach 2013-2018.